# إد روبرتسون
إد روبرتسون هو مغن مؤلف وموسيقي ومغني كندي، ولد في 25 أكتوبر 1970 في سكاربورو، تورنتو في كندا.

## وصلات خارجية
- إد روبرتسون على موقع ميوزك برينز (الإنجليزية)
- إد روبرتسون على موقع أول ميوزيك (الإنجليزية)
- إد روبرتسون على موقع ديسكوغز (الإنجليزية)